# Ada Mello
Ada Mercedes de Mello Marques Luz (Maceió, 16 de dezembro de 1953 - Maceió, 20 de abril de 2023), mais conhecida como Ada Mello, foi uma assistente social e política brasileira.
Filiada ao PTB, foi eleita em 2006 como segunda suplente de seu primo, Fernando Collor, chegando a assumir o mandato de senadora em setembro de 2008, quando Collor se licenciou para se dedicar às eleições municipais, e o primeiro suplente, Euclydes Mello, se licenciou para sair candidato a prefeito de Marechal Deodoro.
Além de política e assistente social, Ada era considerada uma liderança religiosa da Igreja Católica Apostólica Romana em Alagoas, participando ativamente da vida na igreja e defendendo a restauração de templos antigos.
Morreu após uma extensa batalha contra um câncer de pulmão, em uma unidade hospitalar de Maceió.